# ريتشارد شيلتون
ريتشارد شيلتون (بالإنجليزية: Richard Shelton)‏ هو لاعب كرة قدم أمريكية أمريكي، ولد في 2 يناير 1966 في ماريتا في الولايات المتحدة.